# دان كارتر (سياسي)
دان كارتر (بالإنجليزية: Dan Carter)‏ هو سياسي أمريكي، ولد في 18 سبتمبر 1967 في دايتون في الولايات المتحدة. حزبياً، نشط في Connecticut Republican Party ‏ والحزب الجمهوري. وقد انتخب عضو مجلس نواب كونيتيكت.

## وصلات خارجية
- الموقع الرسمي